# Нафталі Тему
Нафталі Тему  (англ. Naftali Temu, нар.20 квітня 1945 — 10 березня 2003) — кенійський легкоатлет, олімпійський чемпіон.

## Виступи на Олімпіадах
| Олімпіада   | Дисципліна          | Місце      |
| ----------- | ------------------- | ---------- |
| Токіо 1964  | біг на 10000 метрів | AC         |
| Токіо 1964  | марафон             | 49         |
| Мехіко 1968 | біг на 5000 метрів  | 3          |
| Мехіко 1968 | біг на 10000 метрів | 1          |
| Мехіко 1968 | марафон             | 19         |
| Мюнхен 1972 | біг на 10000 метрів | 12 h1 r1/2 |

## Зовнішні посилання
- Досьє на sport.references.com